# Hô Chi Minh-Ville Football Club
Maillots
Actualités
Le Ho Chi Minh-Ville Football Club est un club de football vietnamien basé à Hô Chi Minh-Ville.
Ce club était connu sous le nom Cang Sai Gon (Thép Mien Nam Cang Sài Gòn) jusqu'en 2008 et a changé pour la dénomination actuelle en 2009.

## Palmarès
- Championnat du Viêt Nam (4) : 
  - Champion : 1986, 1994, 1997 et 2002

- Coupe du Viêtnam (2) : 
  - Vainqueur : 1992 et 2000
  - Finaliste : 1994, 1996, 1997